# Jan z Dražic
Jan IV. z Dražic (kolem 1260 – 5. ledna 1343 Praha) byl v letech 1301–1343 předposlední biskup pražský; jeho nástupce, Arnošt z Pardubic, se během svého episkopátu stal prvním pražským arcibiskupem. Biskup Jan se podílel na uvedení Lucemburků na český trůn, dal postavit řadu významných staveb a dal patrně podnět k prvnímu úplnému českému překladu Bible.[zdroj?]

## Život

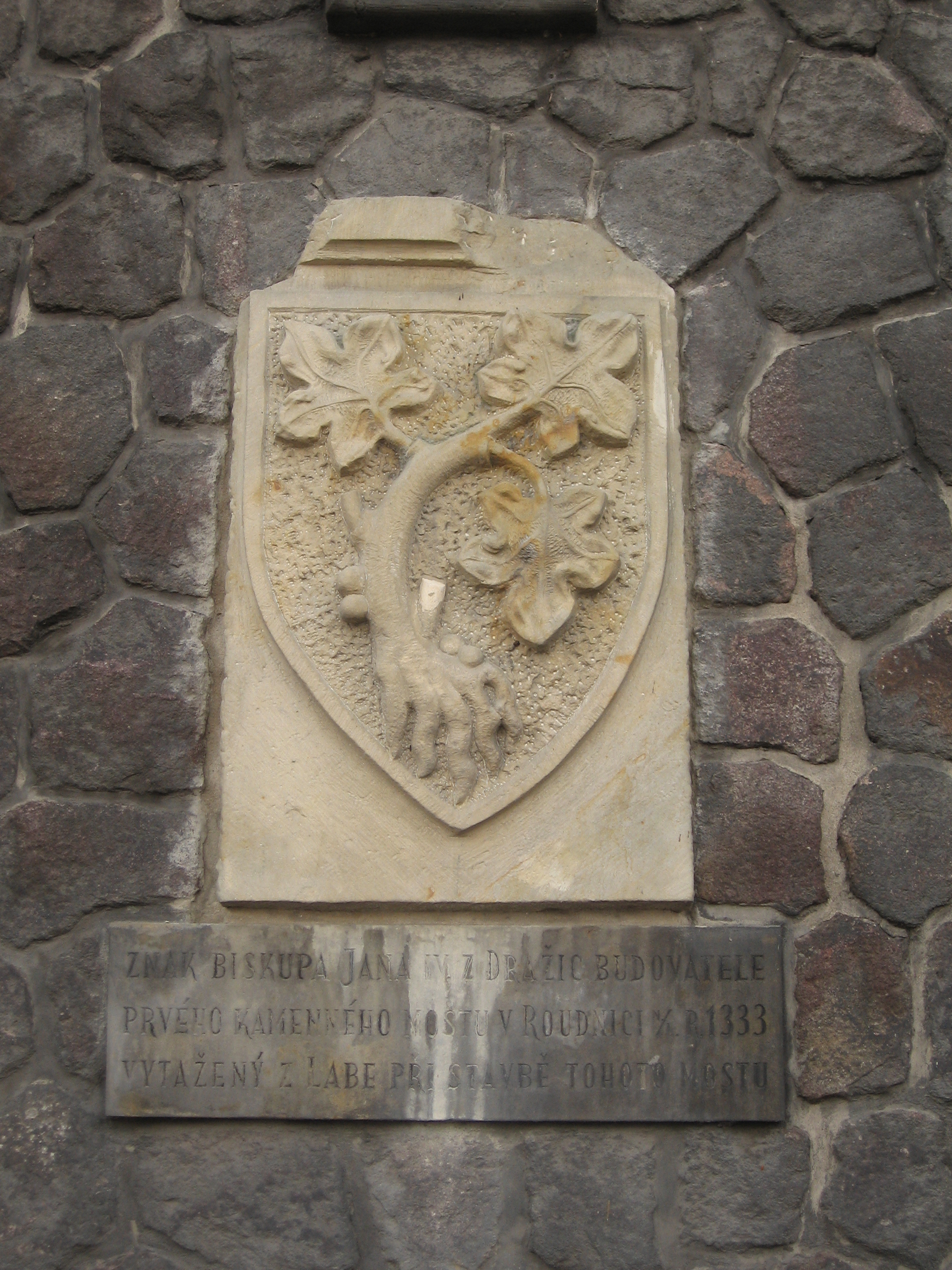
Znak Jana z Dražic na roudnickém mostě

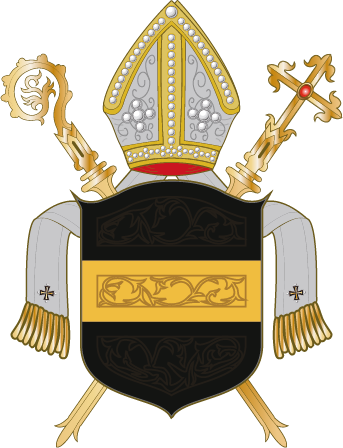
Znak pražské diecéze

Jan pocházel ze šlechtické rodiny pánů z Dražic, jeho otec, Řehník (Řehoř) z Litovic, zastával významné úřady na dvoře krále Přemysla Otakara II. a z jeho rodu pocházeli i dva dřívější pražští biskupové: Jan II. z Dražic († 1236) a jeho synovec Jan III. z Dražic († 1278).
Jan IV. z Dražic je poprvé zmiňován roku 1274 jako kanovník v Praze, roku 1287 byl vysvěcen na podjáhna a po smrti biskupa Řehoře Zajíce z Valdeka roku 1301 byl zvolen jeho nástupcem. Po investituře králem Václavem II. byl 10. prosince 1301 vysvěcen na biskupa basilejským biskupem Petrem z Aspeltu, který byl zároveň českým kancléřem. Roku 1310 Jan podporoval volbu Jana Lucemburského českým králem a vojensky mu také pomáhal proti odbojným městům. Roku 1313 doprovázel krále na říšský sněm v Norimberku a roku 1315 byl krátce zemským správcem.
Jako biskup prosadil proti odporu šlechty svrchovanost biskupa nad faráři a roku 1308 na synodě vyhlásil nový statut podle norem církevního práva. V letech 1311–1312 se zúčastnil koncilu ve Vienne a po návratu svolal opět diecézní synodu. Vedle sporů se šlechtou a městy se dostal do sporu s dominikány kvůli tehdy začínající inkvizici, protože neschvaloval tvrdé trestání beghardů. Litoměřický probošt a dominikán Jindřich ze Šumburka ho proto roku 1316 obžaloval u papeže, že chrání kacíře. Roku 1318 proto papež Jana zbavil úřadu a povolal ho do Avignonu, kde Jan IV. z Dražic strávil 11 let. Teprve roku 1326 byl uznán nevinným, vrácen do úřadu a roku 1329 se mohl – jako téměř sedmdesátiletý – vrátit do Čech.
Po návratu se věnoval reformám církevního uspořádání, omezil působení žebravých řádů a začal zvelebovat biskupské město Roudnici, kde opravil hrad a z Říma povolal mistra Viléma, aby postavil kamenný most (1333–1338). Roku 1333 Jan v Roudnici založil augustiniánský klášter a věnoval mu mnoho knih, které přivezl z Francie nebo dal napsat. V tomto klášteře a z jeho podnětu patrně vznikl někdy kolem roku 1360 první český překlad celé Bible.[zdroj?]
Všestranně podporoval umění a z jeho podnětu napsal probošt František Pražský pokračování Zbraslavské kroniky Petra Žitavského, v níž pak pokračoval Beneš Krabice z Veitmile. Vzácná biskupova knihovna se stala základem Kapitulní knihovny při chrámu svatého Víta v Praze, kde byl Jan z Dražic také pohřben v rodové kapli svatého Silvestra.

## Stavby
Vedle svých zásluh o český překlad Bible byl Jan z Dražic také velkým stavebníkem: dal přestavět kostel svatého Jiljí na Starém Městě v Praze, biskupský dvůr na Malé Straně, rodinnou tvrz v Litovicích, biskupský hrad a klášter v Roudnici. Založil město Nové Benátky (dnes Benátky nad Jizerou), dal postavit roudnický most, kostel svaté Ludmily v Dražicích a další.
Po Janu z Dražic je pojmenováno dolní náměstí v Roudnici nad Labem. Také je po něm nazváno Dražického náměstí u Malostranské věže Karlova mostu v Praze, kde stával středověký biskupský dvůr. Jeho čtyřhranná věž, postavená za Jana z Dražic, se zachovala ve dvoře domu čp. 47/III., Mostecká 16.